# Kabinet-Löfven III
Het kabinet-Löfven III (Zweeds: regeringen Löfven III) was het Zweeds kabinet van 9 juli 2021 tot 30 november 2021. Het was een minderheidsregering van Socialdemokraterna en Miljöpartiet de Gröna die tot stand kwam na de regeringscrisis van 2021, waarbij het kabinet-Löfven II het vertrouwen verloor van de Rijksdag. Met 116 van de 349 zetels was Löfven III een van de kleinste Zweedse regeringen ooit en moest ze rekenen op gedoogsteun van andere partijen om wetgeving goed te keuren. Ze werd geleid door sociaaldemocratisch premier Stefan Löfven.
Op 10 november 2021 vroeg premier Löfven om ontslag, waarna het kabinet verderging als demissionaire regering. Op 24 november werd Magdalena Andersson, eveneens van de Socialdemokraterna, aangesteld als premier, maar ze nam dezelfde dag ontslag nadat de groenen uit de regering waren gestapt uit onvrede met de rechtse begroting die was goedgekeurd door de Rijksdag. Op 30 november trad alsnog het kabinet-Andersson aan, zonder groene ministers. Daarmee kwam na ruim zeven jaar een einde aan het premierschap van Löfven.

## Samenstelling
| Functie                                                                                                   | Ambtsbekleder                  | Ambtsbekleder                  | Termijn                        | Partij                         | Partij                         |                                |
| Kabinet van de eerste minister                                                                            | Kabinet van de eerste minister | Kabinet van de eerste minister | Kabinet van de eerste minister | Kabinet van de eerste minister | Kabinet van de eerste minister | Kabinet van de eerste minister |
| --- | ------------------------------ | ------------------------------ | ------------------------------ | ------------------------------ | ------------------------------ | ------------------------------ |
| Premier                                                                                                   |                                | Stefan Löfven                  | 9 juli 2021 – 30 november 2021 |                                | Socialdemokraterna             |                                |
| Vicepremier                                                                                               |                                | Morgan Johansson (de facto)    | 9 juli 2021 – 30 november 2021 |                                | Socialdemokraterna             |                                |
| Vicepremier                                                                                               |                                | Per Bolund (de jure)           | 9 juli 2021 – 30 november 2021 |                                | Miljöpartiet de Gröna          |                                |
| Minister van EU-zaken                                                                                     |                                | Hans Dahlgren                  | 9 juli 2021 – 30 november 2021 |                                | Socialdemokraterna             |                                |
| Ministerie van Justitie                                                                                   |                                |                                |                                |                                |                                |                                |
| Minister van Justitie Minister van Migratie                                                               |                                | Morgan Johansson               | 9 juli 2021 – 30 november 2021 |                                | Socialdemokraterna             |                                |
| Minister van Binnenlandse Zaken                                                                           |                                | Mikael Damberg                 | 9 juli 2021 – 30 november 2021 |                                | Socialdemokraterna             |                                |
| Ministerie van Buitenlandse Zaken                                                                         |                                |                                |                                |                                |                                |                                |
| Minister van Buitenlandse Zaken                                                                           |                                | Ann Linde                      | 9 juli 2021 – 30 november 2021 |                                | Socialdemokraterna             |                                |
| Minister van Buitenlandse Handel Minister van Noordse Samenwerking                                        |                                | Anna Hallberg                  | 9 juli 2021 – 30 november 2021 |                                | Socialdemokraterna             |                                |
| Minister van Internationale Ontwikkelingssamenwerking                                                     |                                | Per Olsson Fridh               | 9 juli 2021 – 30 november 2021 |                                | Miljöpartiet de Gröna          |                                |
| Ministerie van Defensie                                                                                   |                                |                                |                                |                                |                                |                                |
| Minister van Defensie                                                                                     |                                | Peter Hultqvist                | 9 juli 2021 – 30 november 2021 |                                | Socialdemokraterna             |                                |
| Ministerie van Sociale Zaken                                                                              |                                |                                |                                |                                |                                |                                |
| Minister van Sociale Zaken                                                                                |                                | Lena Hallengren                | 9 juli 2021 – 30 november 2021 |                                | Socialdemokraterna             |                                |
| Minister van Sociale Zekerheid                                                                            |                                | Ardalan Shekarabi              | 9 juli 2021 – 30 november 2021 |                                | Socialdemokraterna             |                                |
| Ministerie van Financiën                                                                                  |                                |                                |                                |                                |                                |                                |
| Minister van Financiën                                                                                    |                                | Magdalena Andersson            | 9 juli 2021 – 30 november 2021 |                                | Socialdemokraterna             |                                |
| Minister van Financiële Markten Viceminister van Financiën                                                |                                | Åsa Lindhagen                  | 9 juli 2021 – 30 november 2021 |                                | Miljöpartiet de Gröna          |                                |
| Minister van Openbare Diensten Minister van Consumentenzaken                                              |                                | Lena Micko                     | 9 juli 2021 – 30 november 2021 |                                | Socialdemokraterna             |                                |
| Ministerie van Onderwijs en Onderzoek                                                                     |                                |                                |                                |                                |                                |                                |
| Minister van Onderwijs                                                                                    |                                | Anna Ekström                   | 9 juli 2021 – 30 november 2021 |                                | Socialdemokraterna             |                                |
| Minister van Hoger Onderwijs en Onderzoek                                                                 |                                | Matilda Ernkrans               | 9 juli 2021 – 30 november 2021 |                                | Socialdemokraterna             |                                |
| Ministerie van Milieu                                                                                     |                                |                                |                                |                                |                                |                                |
| Minister van Milieu Minister van Klimaat                                                                  |                                | Per Bolund                     | 9 juli 2021 – 30 november 2021 |                                | Miljöpartiet de Gröna          |                                |
| Ministerie van Economie en Innovatie                                                                      |                                |                                |                                |                                |                                |                                |
| Minister van Economie                                                                                     |                                | Ibrahim Baylan                 | 9 juli 2021 – 30 november 2021 |                                | Socialdemokraterna             |                                |
| Ministerie van Cultuur                                                                                    |                                |                                |                                |                                |                                |                                |
| Minister van Cultuur Minister van Democratie Minister van Sport                                           |                                | Amanda Lind                    | 9 juli 2021 – 30 november 2021 |                                | Miljöpartiet de Gröna          |                                |
| Ministerie van Werk                                                                                       |                                |                                |                                |                                |                                |                                |
| Minister van Werk                                                                                         |                                | Eva Nordmark                   | 9 juli 2021 – 30 november 2021 |                                | Socialdemokraterna             |                                |
| Minister van Gendergelijkheid Minister van Huisvesting Minister van Anti-discriminatie en Anti-segregatie |                                | Märta Stenevi                  | 9 juli 2021 – 30 november 2021 |                                | Miljöpartiet de Gröna          |                                |
| Ministerie van Infrastructuur                                                                             |                                |                                |                                |                                |                                |                                |
| Minister van Infrastructuur                                                                               |                                | Tomas Eneroth                  | 9 juli 2021 – 30 november 2021 |                                | Socialdemokraterna             |                                |
| Minister van Energie Minister van Digitale Ontwikkeling                                                   |                                | Anders Ygeman                  | 9 juli 2021 – 30 november 2021 |                                | Socialdemokraterna             |                                |